# Municipalité de Santa Clara
Santa Clara est l'une des 39 municipalités, de l'État de Durango au nord-ouest du Mexique. Son chef-lieu  se trouve dans la ville de Santa Clara. La municipalité couvre une superficie de 1 004,2 km2.
En 2010, la municipalité avait une population totale de 7 003 habitants, contre 6 437 habitants en 2005.
En 2010, la ville de Santa Clara avait une population de 4 061 habitants. La municipalité de Santa Clara compte 45 localités dont aucune ne dépasse 1 000 habitants excepté la ville de Santa Clara.